# Thérèse Ngann
Pour les articles homonymes, voir Ngann.
Thérèse Ngann née Ngo Ndjack le 6 avril 1928 à Manguen Ma Ndjock I, dans l'arrondissement de Matomb, et morte le 30 mars 2011 est une styliste et modéliste camerounaise. 

## Talents artistiques
Elle organise en 1969 à Douala son premier défilé de mode qui la fait connaître. En 1971, elle organise un deuxième défilé à Yaoundé avec une collection de 45 modèles, auquel assistent le président Ahmadou Ahidjo et Germaine Ahidjo. Elle valorise le tissu africain, met en valeur le tissu pagne, le bazin ou la soie tergal. 
En 1994, des couturiers africains lui décernent le titre de la « Reine de la couture africaine ».
Elle organise un défilé-jubilé le 2 novembre 2002, puis prend sa retraite, après 47 ans d'activité. Plus tard, des couturiers, stylistes, modélistes, mannequins de Douala organisent en 2008, le 80e anniversaire de la « couturière des “premières dames” ».
Elle connaît des déboires personnels lorsqu'elle est expulsée de la résidence de l’avenue De Gaulle à Bonapriso-Douala qu’elle occupait depuis 1963, et doit s'installer dans le quartier moins favorisé de New-Bell. Ensuite, une longue maladie l'affaiblit. Elle meurt le 30 mars 2011 à la polyclinique Muna où elle était hospitalisée, à 82 ans et est inhumée le 4 juin 2011 à Matomb.

## Distinctions
- 2002 : « Épi d’or», Festival national des arts et de la culture (Fenac)
- 2002 :  prix Chantal Biya
- 2002 : prix Massao, Festival des voix de femmes.